# Раза Раббані
Раза Раббані (урду رضا ربانى Raza Rabbani; нар. 23 липня, 1953) — відомий пакистанський політик, старший сенатор Пакистану від провінції Сінд, чинний голова Постійного комітету Сенату з питань національної безпеки і конституційних реформ, один з фаворитів-кандидатів президентських виборів Пакистану, що відбудуться 30 липня 2013 року.